# Karl Bruggmann
Karl Simon  Bruggmann (ur. 29 lipca 1935 w Lucernie, zm. 8 maja 2022) – szwajcarski zapaśnik walczący w stylu wolnym. Olimpijczyk z Rzymu 1960, gdzie zajął dziewiąte miejsce w kategorii do 73 kg.

## Letnie Igrzyska Olimpijskie 1960
| Konkurencja      | Rundy eliminacyjne   | Rundy eliminacyjne       | Rundy eliminacyjne | Rundy eliminacyjne      | Klas. końcowa |
| Konkurencja      | Przeciwnik I         | Przeciwnik II            | Przeciwnik III     | Przeciwnik IV           | Miejsce       |
| ---------------- | -------------------- | ------------------------ | ------------------ | ----------------------- | ------------- |
| 73 kg styl wolny | Robert Clark (AUS) Z | Douglas Blubaugh (USA) P | Kurt Boese (CAN) Z | Muhammad Bashir (PAK) P | 9.            |